# Морфа
Мо́рфа (от др.-греч. μορφή — форма) — резко выделяющаяся по внешнему виду группа фенотипов внутри вида или популяции. Примером морфы служат альбиносы и меланисты разных позвоночных, рыжеволосые особи у европеоидной расы человека и т. п. Виды и популяции, имеющие морфы, называются полиморфными. Например двухточечная божья коровка (Adalia bipunctata). Иногда морфами называются сезонные (осенние, весенние) формы некоторых насекомых, озёрные и речные формы некоторых рыб (например, форели).
Морфа — два или более альтернативных фенотипа в популяции, которые регулярно встречаются с определенной частотой, характеризуются устойчивыми композициями фенов (не являются их случайной «мозаикой») и представляют собой результат реализации устойчивых траекторий (путей) развития (см. Морфоз).  
В качестве примера можно привести анадромной субпопуляции Salmo trutta морфа trutta (морская форель), которая симпатрически может встречаться вместе с живущим в пресноводных реках Salmo trutta морфа fario. Эти две субпопуляции принадлежат к одному и тому же виду и могут скрещиваться. Тем не менее вероятность естественного скрещивания обеих субпопуляций незначительна, так как они предпочитают различные нерестилища и размножаются в разное время.
Следует упомянуть также пресноводные популяции арктического гольца (Salvelinus alpinus), которые в одном и том же озере (например, озеро Камканда в бассейне реки Олёкма, северное Забайкалье) развились в разные морфы, питающиеся планктоном и рыбой. Питающиеся рыбой морфы питаются всеми обитающими там рыбами в среднем и верхнем слое воды, в том числе поедающими планктон морфами. Напротив, питающиеся планктоном морфы питаются зоопланктоном в верхнем слое воды или другими беспозвоночными. Они меньше размером, растут медленнее и получают меньше потомство.
Разделение популяций, особенно изолированных друг от друга, на морфы можно рассматривать в некоторых случаях в качестве предшественника симпатрического видообразования.

## Галерея

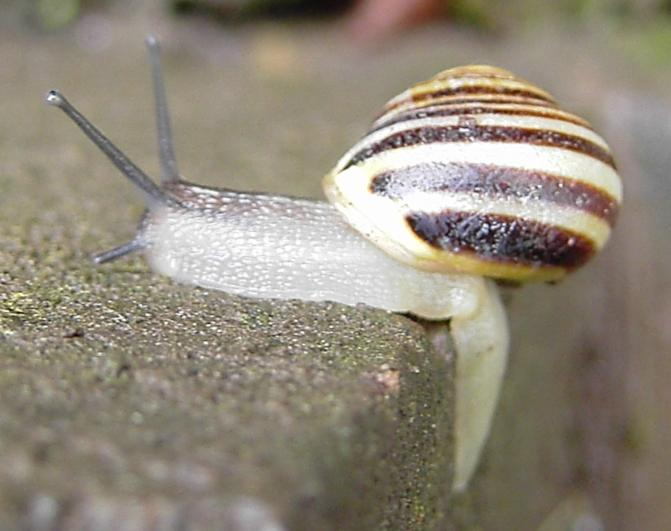
Садовая цепея (Cepaea hortensis) полосатая морфа
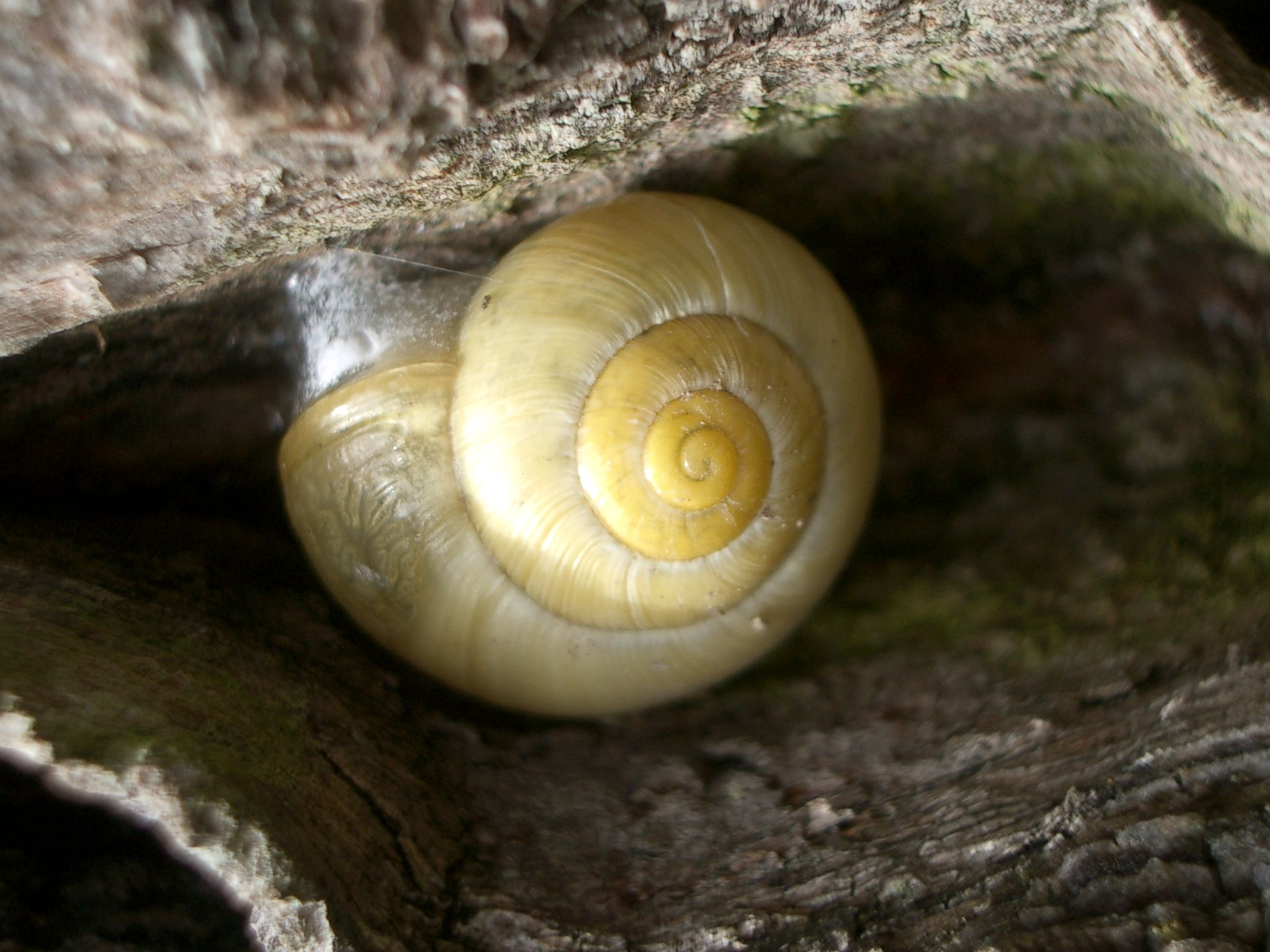
Садовая цепея (Cepaea hortensis) чисто жёлтая морфа
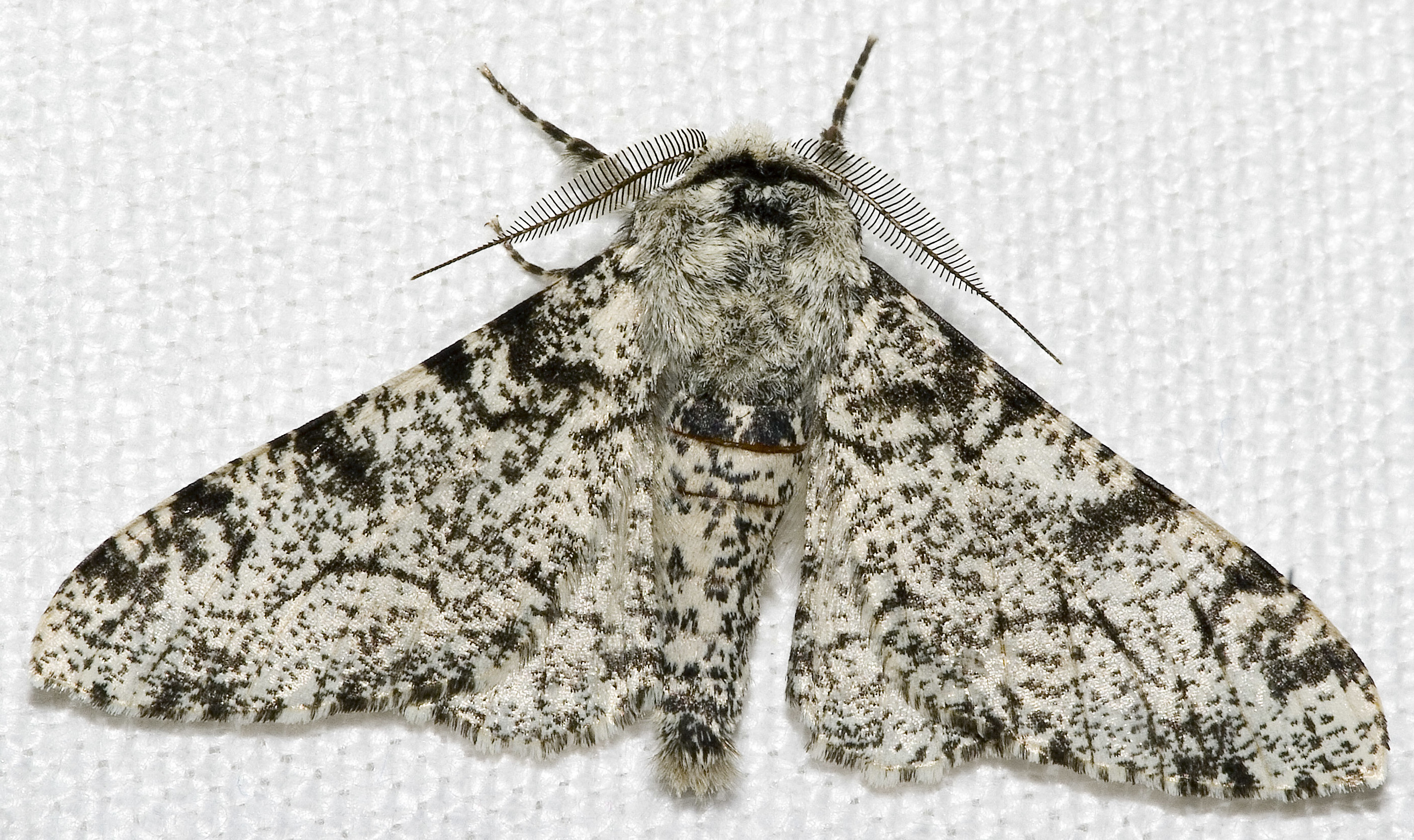
Светлая (нормальная) форма берёзовой пяденицы (Biston betularia)
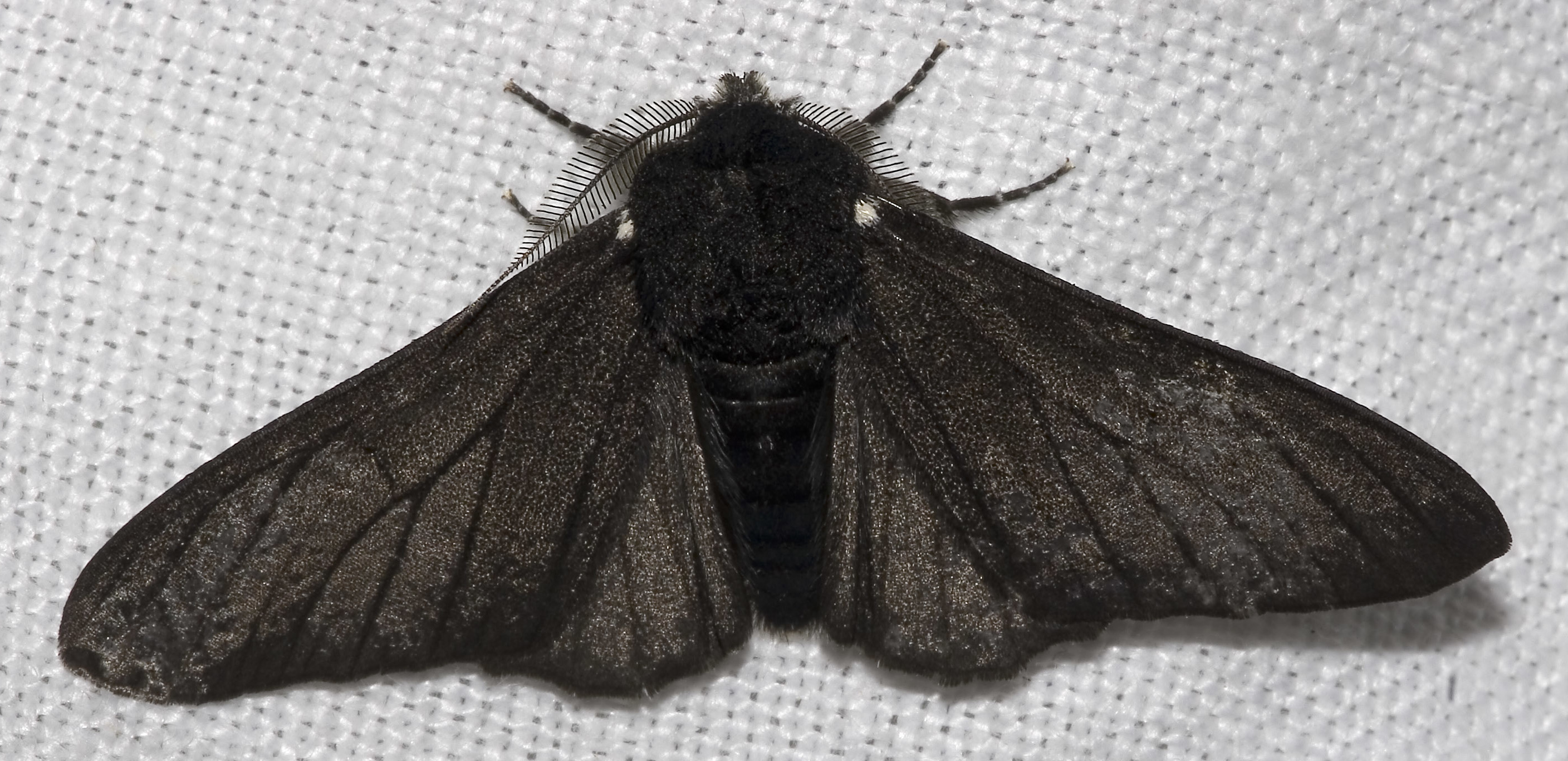
Тёмная форма берёзовой пяденицы (Biston betularia f. carbonaria)
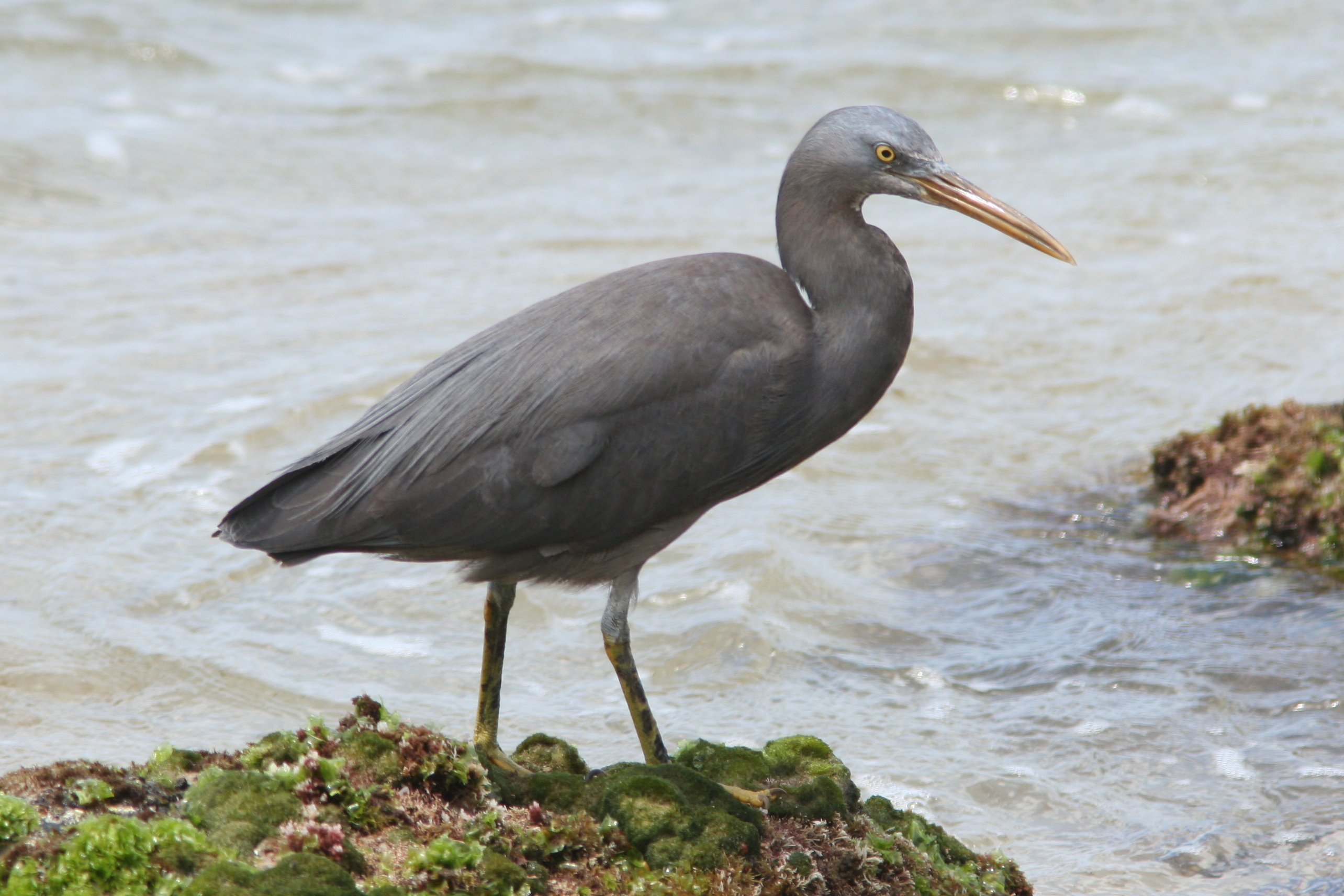
Серая (тёмная) морфа восточной рифовой цапли
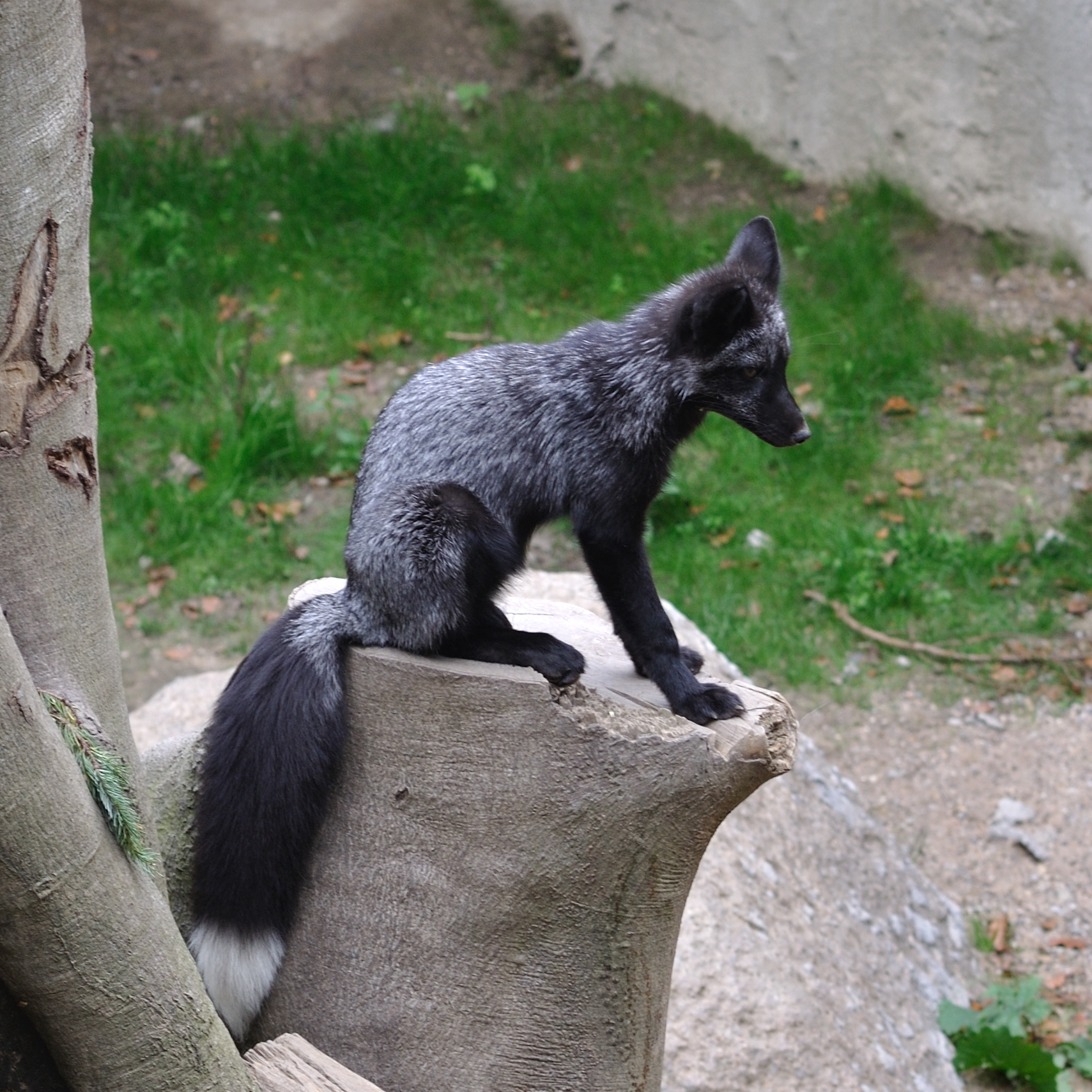
Чернобурая лисица
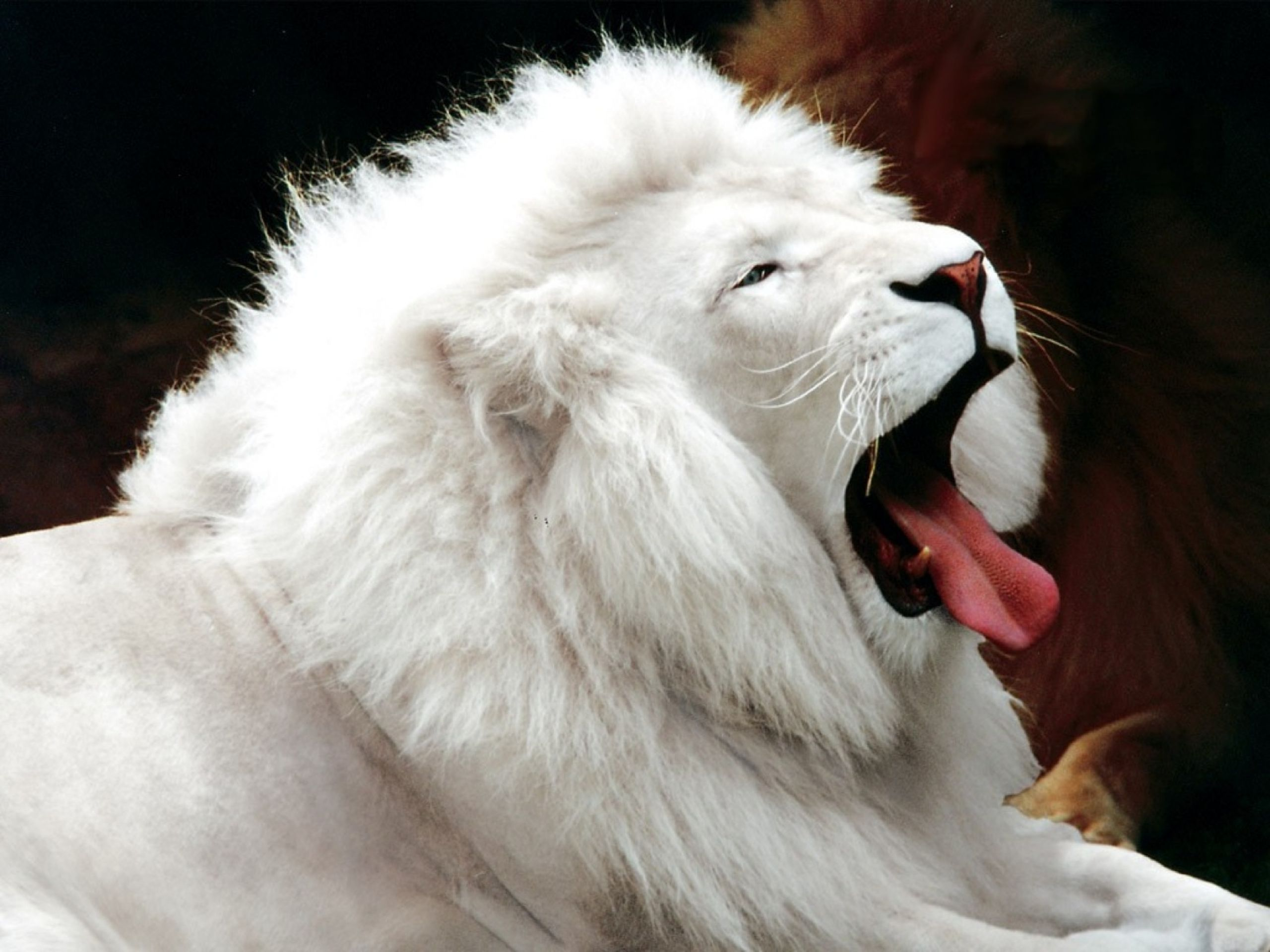
Белый лев
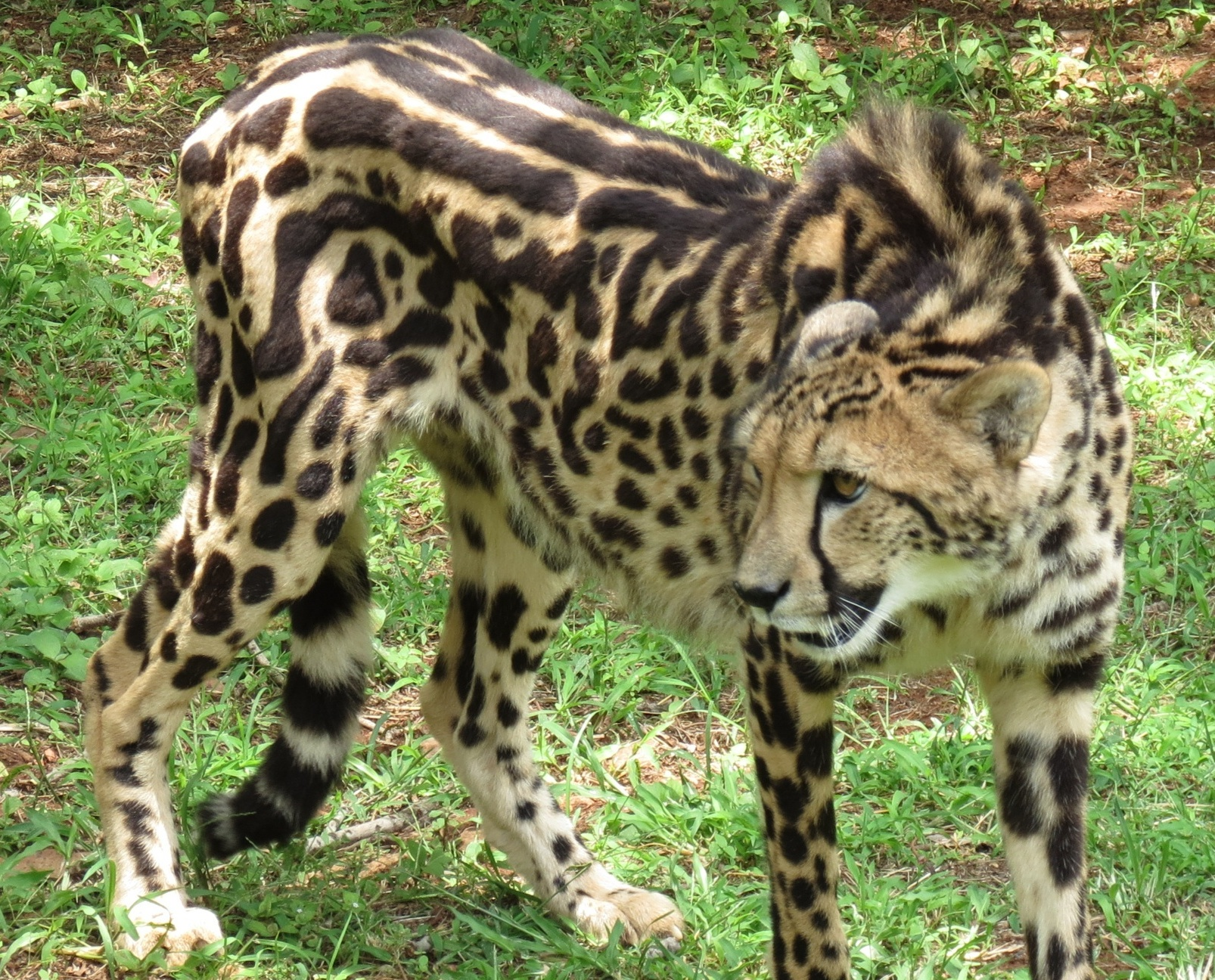
Королевский гепард